# Singapur en los Juegos Olímpicos de Tokio 2020
Singapur estuvo representado en los Juegos Olímpicos de Tokio 2020 por un total de 23 deportistas, 17 mujeres y 6 hombres, que compitieron en 11 deportes.
Los portadores de la bandera en la ceremonia de apertura fueron el jugador de bádminton Loh Kean Yew y la jugadora de tenis de mesa Yu Mengyu. El equipo olímpico singapurense no obtuvo ninguna medalla en estos Juegos.